# Station Tilleur
Station Tilleur is een voormalig spoorwegstation langs spoorlijn 125 (Namen - Luik) in Tilleur, een deelgemeente van de gemeente Saint-Nicolas. Beide voormalige stationsgebouwen en restanten van het eilandperron zijn nog altijd aanwezig.

## Geschiedenis

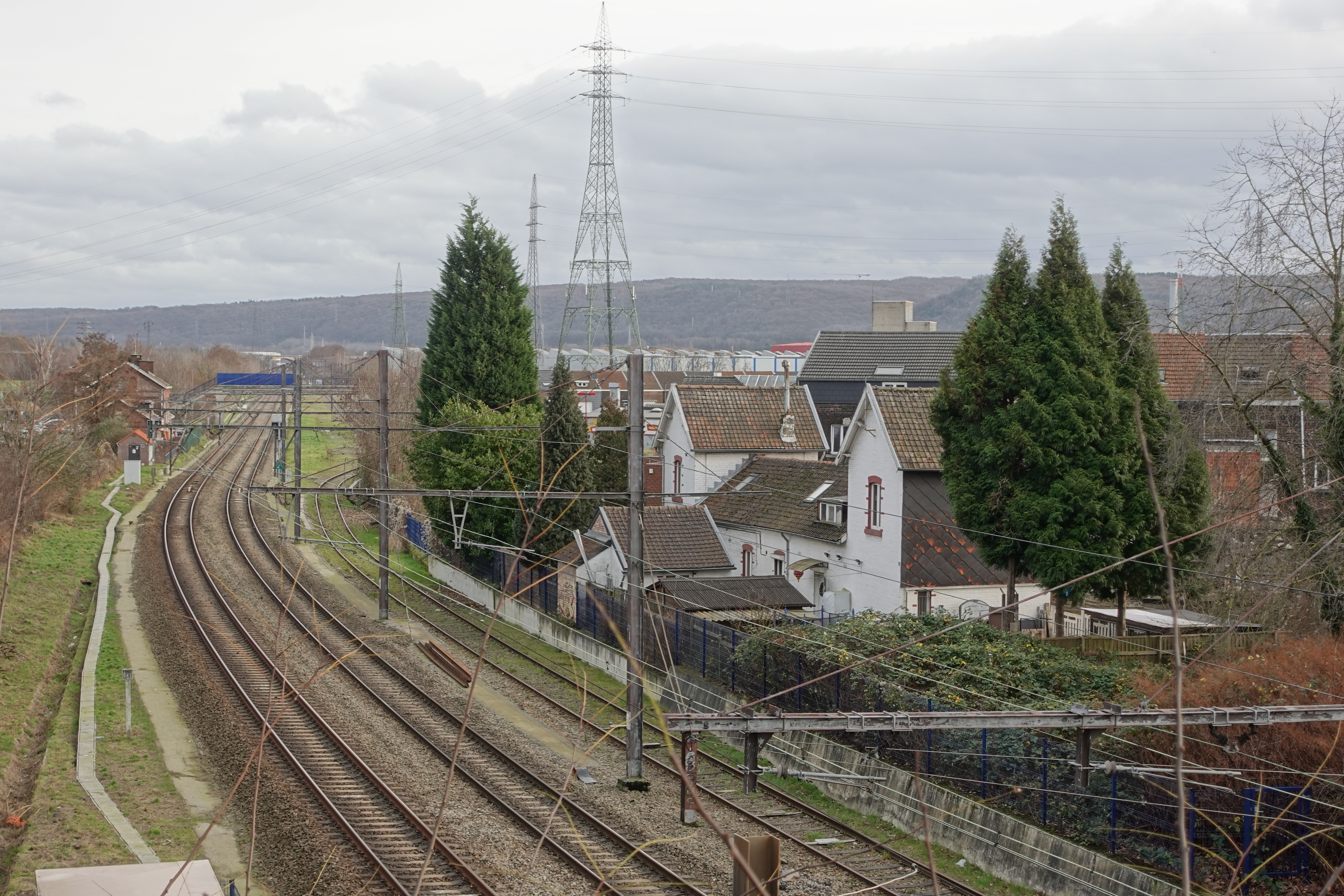
Eerste stationsgebouw (rechts).

Dit overzicht is mogelijk incompleet; u kunt helpen door het uit te breiden.

## Reizigerstellingen
De grafiek en tabel geven het gemiddeld aantal instappende reizigers weer op een week-, zater- en zondag.
| Tabel: aantal instappende reizigers station Tilleur | Tabel: aantal instappende reizigers station Tilleur | Tabel: aantal instappende reizigers station Tilleur | Tabel: aantal instappende reizigers station Tilleur |
|                                                     | Weekdag                                             | Zaterdag                                            | Zondag                                              |
| --------------------------------------------------- | --------------------------------------------------- | --------------------------------------------------- | --------------------------------------------------- |
| 1977                                                | 158                                                 | 86                                                  | 61                                                  |
| 1978                                                | 108                                                 | 37                                                  | 26                                                  |
| 1979                                                | 127                                                 | 29                                                  | 23                                                  |
| 1980                                                | 130                                                 | 43                                                  | 31                                                  |
| 1981                                                | 164                                                 | 45                                                  | 32                                                  |
| 1982                                                | 130                                                 | 28                                                  | 26                                                  |
| 1983                                                | 136                                                 | 31                                                  | 24                                                  |
| 1984                                                | 66                                                  | 15                                                  | 23                                                  |
| 1985                                                | 73                                                  | 20                                                  | 11                                                  |
| 1986                                                | 70                                                  | 14                                                  | 13                                                  |
| 1987                                                | 97                                                  | 22                                                  | 16                                                  |
| 1988                                                | 62                                                  | 23                                                  | 9                                                   |
| 1989                                                | 86                                                  | 20                                                  | 13                                                  |
| 1990                                                | 51                                                  | 15                                                  | 19                                                  |
| 1991                                                | 51                                                  | 16                                                  | 21                                                  |
| 1992                                                | 66                                                  | 18                                                  | 34                                                  |

0,0: Luik-Guillemins ·
1,1: Val-Benoît ·
2,9: Sclessin ·
5,1: Tilleur ·
6,4: Pont-de-Seraing ·
7,3: Jemeppe-sur-Meuse ·
9,3: Flémalle-Grande ·
10,0: Leman ·
11,2: Flémalle-Haute ·
12,3: Chokier ·
14,0: Aigremont ·
15,3: Engis ·
17,3: La Mallieue ·
18,8: Hermalle-sous-Huy ·
21,2: Haute-Flône ·
22,5: Amay ·
24,9: Ampsin ·
27,9: Corphalie ·
29,4: Hoei ·
30,4: Statte ·
32,7: Bas-Oha ·
35,7: Java ·
40,3: Andenne ·
41,7: Château-de-Seilles ·
46,5: Sclaigneaux ·
48,8: Namêche ·
51,5: Marche-les-Dames ·
54,7: Beez ·
57,1: Faubourg-Saint-Nicolas ·
59,5: Namen